# Les Danseurs dans la nuit
Ne doit pas être confondu avec Dancer in the Dark ou Dance in the Dark.
Pour plus de détails, voir Fiche technique et Distribution.
Les Danseurs de la nuit (Dancers in the Dark) est un film américain réalisé par David Burton, sorti en 1932.

## Fiche technique
- Titre : Les Danseurs de la nuit
- Titre original : Dancers in the Dark
- Réalisation : David Burton
- Scénario : Herman J. Mankiewicz, Brian Marlow et Howard Emmett Rogers d'après la pièce Jazz King de James Ashmore Creelman
- Production : Paramount Pictures
- Pays de production :  États-Unis
- Musique : Dana Suesse
- Format : Noir et blanc - son mono
- Genre : drame
- Durée : 74 minutes
- Date de sortie : 1932

## Distribution
- Jack Oakie : Duke Taylor
- Miriam Hopkins : Gloria Bishop
- George Raft : Louie Brooks
- William Collier Jr. : Floyd Stevens
- Eugene Pallette : Gus
- Paul Fix : Benny
- DeWitt Jennings : Sergent McGroody